# Wim Heemskerk
Wim (Willem) Heemskerk (29 juni 1959) is een Nederlandse schaker. Hij is een FIDE-meester.